# Abdoh Otaif
Abdoh Otaif (Arabia Saudita, 2 de abril de 1984) es un exfutbolista de Arabia Saudita que jugaba en las posiciones de centrocampista y delantero.

## Carrera

### Club
| Periodo   | Club          |
| --------- | ------------- |
| 2003–2011 | Al-Shabab FC  |
| 2011–2012 | Ittihad FC    |
| 2012–2014 | Al-Nassr      |
| 2014–2015 | Al-Shabab FC  |
| 2019      | Al-Anwar Club |

### Selección nacional
Jugó para Arabia Saudita en 58 ocasiones de 2004 a 2011 y anotó seis goles; participó en dos ediciones de la Copa Asiática.

## Logros
- Liga Profesional Saudí (2): 2004, 2006
- Copa del Rey de Campeones (2): 2008, 2009
- Copa del Príncipe de la Corona Saudí (3): 2009, 2010, 2011

## Estadísticas

### Goles con selección nacional
| No | Fecha     | Sede                                                         | Rival                  | Marcador | Resultado | Torneo                                               |
| -- | --------- | ------------------------------------------------------------ | ---------------------- | -------- | --------- | ---------------------------------------------------- |
| 1. | 30-1-2008 | King Fahd International Stadium, Riad, Arabia Saudita        | Luxemburgo             | 1–0      | 2–1       | Amistoso                                             |
| 2. | 14-6-2008 | National Stadium, Singapur                                   | Singapur               | 3–0      | 4–0       | Clasificación para la Copa Mundial de Fútbol de 2010 |
| 3. | 22-6-2008 | King Fahd International Stadium, Riyadh, Arabia Saudita      | Uzbekistán             | 1–0      | 4–0       | Clasificación para la Copa Mundial de Fútbol de 2010 |
| 4. | 30-8-2008 | King Fahd International Stadium, Riad, Arabia Saudita        | Catar                  | 1–1      | 2–1       | Amistoso                                             |
| 5. | 10-9-2008 | Zayed Sports City Stadium, Abu Dhabi, Emiratos Árabes Unidos | Emiratos Árabes Unidos | 1–1      | 2–1       | Clasificación para la Copa Mundial de Fútbol de 2010 |
| 6. | 1-4-2009  | King Fahd International Stadium, Riad, Arabia Saudita        | Emiratos Árabes Unidos | 1–0      | 3–2       | Clasificación para la Copa Mundial de Fútbol de 2010 |